# Немуро (полуостров)
Не́муро — полуостров на северо-востоке острова Хоккайдо, Япония. Оканчивается мысом Носаппу, на котором расположен монумент, символизирующий крайнюю восточную точку Японии. С запада его омывают воды залива Немуро-Ван.
В отличие от скалистого и гористого полуострова Сиретоко, на Немуро преобладают невысокие прибрежные плато, изрезанные ущельями, на дне которых бегут ручьи. От российских островов Сигнальный, Рифовый и Сторожевой его отделяет Советский пролив (Гоёмай-Кайке) шириной 3,7 км в самом узком месте. На мысе Носаппу расположена смотровая площадка башни, которая позволяет рассмотреть российские острова. В центре полуострова расположен город Немуро с населением 30 000 человек и небольшой порт Ханасаки, куда с 1991 года разрешено заходить российским рыбакам с Курил с целью продажи своего улова в Ханасаки. Полуостров окружает много небольших островов и островков, на которых расположены птичьи базары. В июне на Немуро наблюдается самый ранний рассвет в Японии: в 3:30 утра. Фронт цветения сакуры, наоборот, приходит на полуостров позже всех регионов.

## Флора и фауна
Из птиц на полуострове встречаются тупики, лебедь-кликун, рыбный филин, орлан-белохвост, белоплечный орлан, чёрный дятел, гуменник и японский журавль. Из животных обычны лисы, олени, бурундуки.

## Галерея

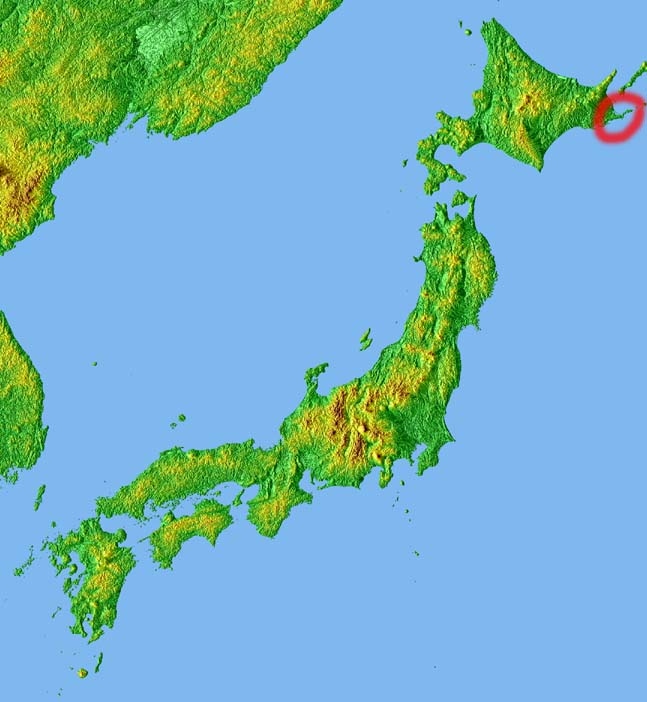
Положение Немуро на карте Японии
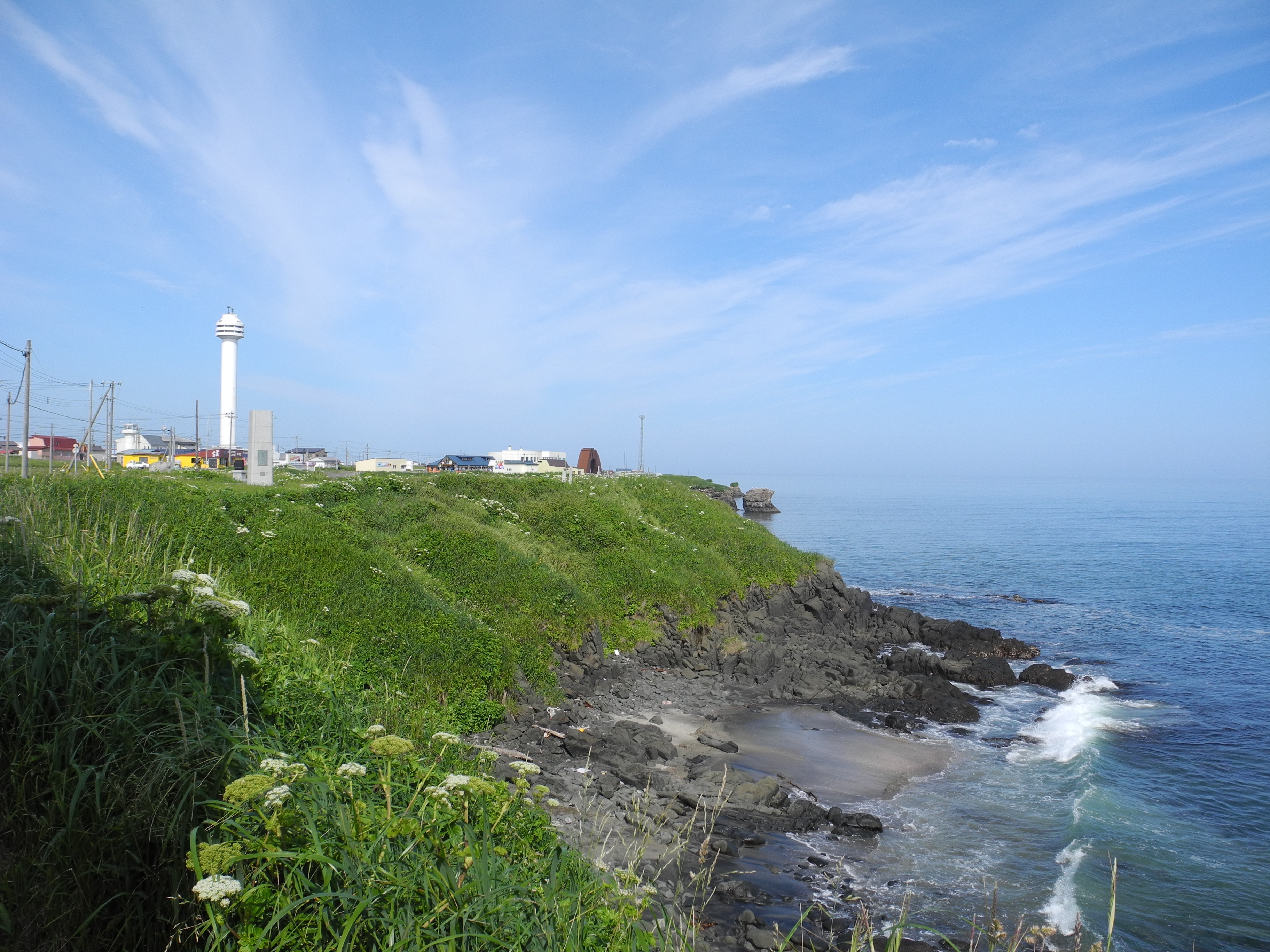
Мыс Носаппу
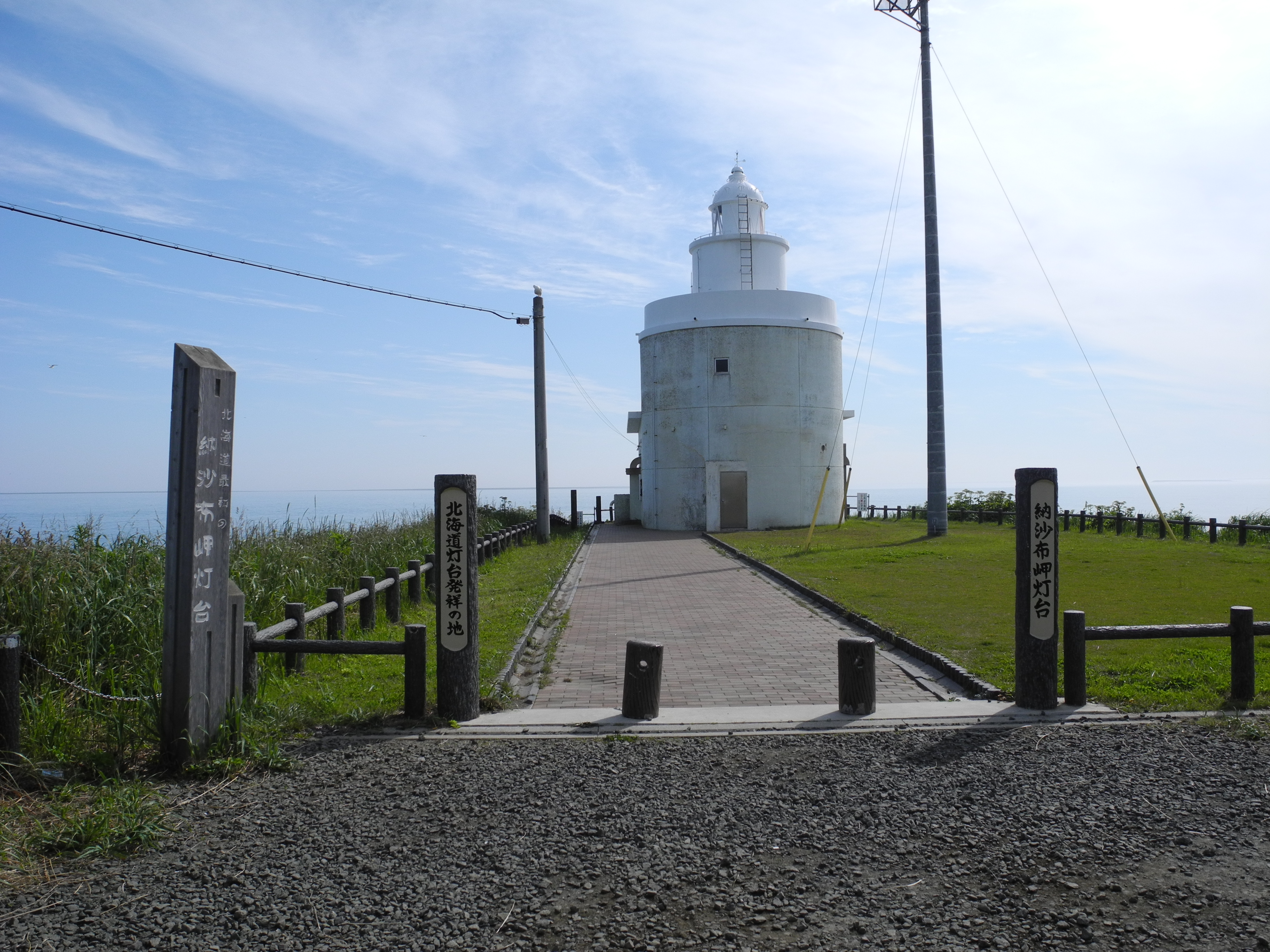
Маяк на мысе Носаппу
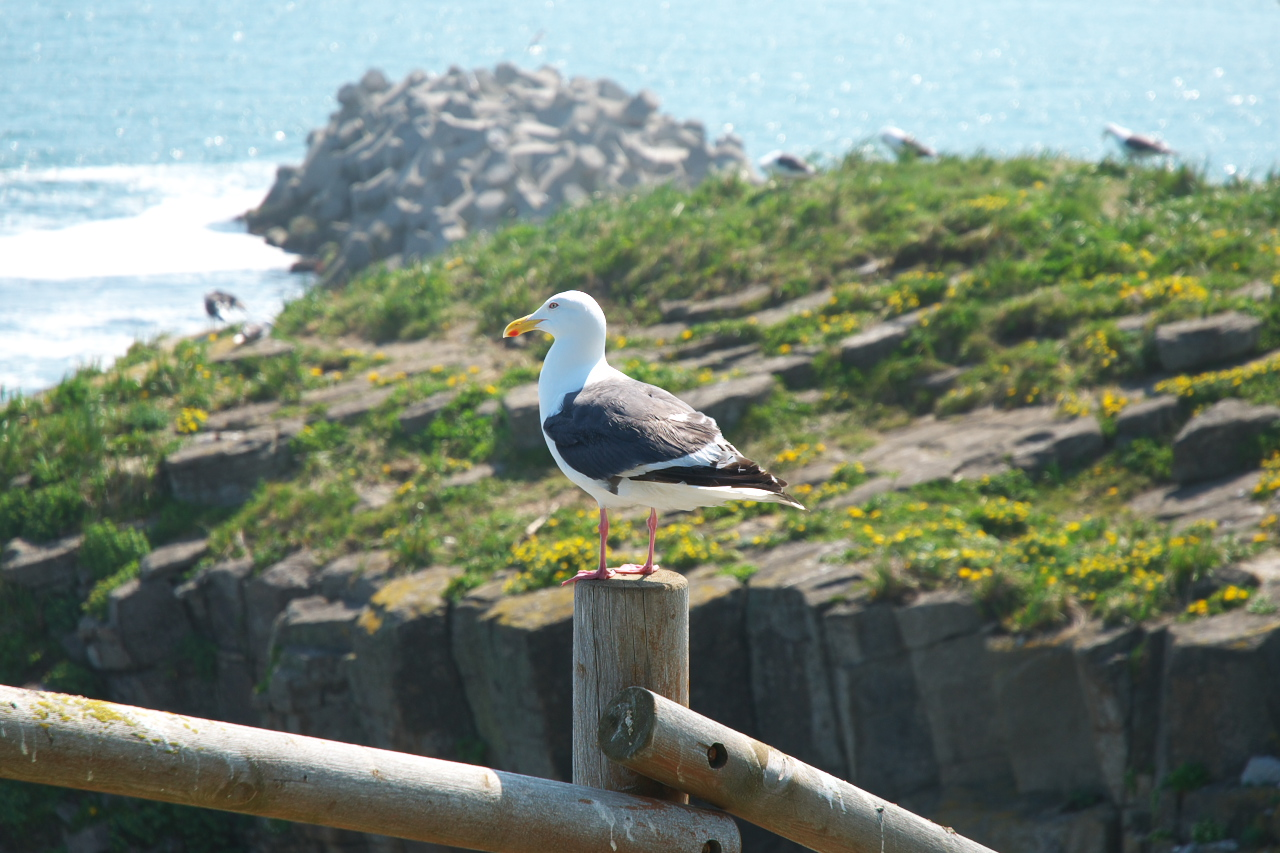
Мыс Ханасаки